# Heteroepedanus tricantha
Heteroepedanus tricantha is een hooiwagen uit de familie Epedanidae. De originele naamcombinatie (protoniem) was Epedanus triacantha Roewer, 1911. Het was een spelfout als "tricantha"